# Круговка
Круговка (бел. Кругоўка) — упразднённая деревня в Демьянковском сельсовете Добрушского района Гомельской области Республики Беларусь.

## География

### Расположение
В 26 км на северо-восток от районного центра Добруша и железнодорожной станции в этом городе, в 54 км от Гомеля.

### Водная система
Река Очёса (приток реки Ипуть, в бассейне Днепра), на юге мелиоративные каналы.

## Транспортная система
Транспортная связь по просёлочной, затем по автодороге Демьянки — Добруш. В деревне 2 жилых дома (2004 год). Застройка возле просёлочной дороги деревянными домами усадебного типа.

## История
По письменным источникам деревня известна с начала XIX века как деревня Белицкого уезда Могилёвской губернии. В 1857 году хозяин одноимённого фольварка имел здесь ветряную мельницу. В 1881 году в хлебозапасный магазин. В 1897 году находилась ветряная мельница. В 1909 году Вылевской волости Гомельского уезда Могилёвской губернии. В 1926 году находилось почтовое отделение.
С 8 декабря 1926 года до 30 декабря 1927 года и с 8 января 1965 года до 1987 года являлась центром Круговского сельсовета Добрушского, с 4 августа 1927 года Ветковского, с 12 февраля 1935 года Добрушского районов Гомельского округа, с 20 февраля 1938 года Гомельской области.
В 1929 году организован колхоз.
Во время Великой Отечественной войны в сентябре 1943 года оккупанты сожгли 86 дворов и убили 12 жителей. На фронтах и партизанской борьбе погибли 380 жителей деревни. В память о погибших в центре деревни в 1967 году установлены обелиск и 2 стелы с именами погибших.
Центр колхоза «Рассвет» районного объединения «Сельхозхимия». Размещались комбинат бытового обслуживания, мельница, ремонтная мастерская, средняя школа, клуб, больница, отделение связи, 2 магазина.
В состав Круговского сельсовета входили до 1969 года посёлок Кашуба, до 1987 года посёлки Волна и Подревучее.
В 2008 году деревня Круговка упразднена.

## Население
- 1886 год — 86 дворов, 217 жителей
- 1897 год — 109 дворов, 727 жителей (согласно переписи)
- 1926 год — 122 двора
- 1959 год — 464 жителя (согласно переписи)
- 2004 год — 2 двора, 2 жителя